# Rubus inopertus
Rubus inopertus är en rosväxtart som först beskrevs av Friedrich Ludwig Diels, och fick sitt nu gällande namn av Wilhelm Olbers Focke. Rubus inopertus ingår i släktet rubusar, och familjen rosväxter. Utöver nominatformen finns också underarten R. i. echinocalyx.